# Comuna Siliștea Gumești, Teleorman
Siliștea Gumești (în trecut, Siliștea și Siliștea Nouă) este o comună în județul Teleorman, Muntenia, România, formată numai din satul de reședință cu același nume.

## Demografie
Componența etnică a comunei Siliștea Gumești
     Români (93,41%)
     Alte etnii (6,59%)
Componența confesională a comunei Siliștea Gumești
     Ortodocși (91,82%)
     Penticostali (1,18%)
     Alte religii (0,41%)
     Necunoscută (6,59%)
Conform recensământului efectuat în 2021, populația comunei Siliștea Gumești se ridică la 2.200 de locuitori, în scădere față de recensământul anterior din 2011, când fuseseră înregistrați 2.633 de locuitori. Majoritatea locuitorilor sunt români (93,41%). Din punct de vedere confesional, majoritatea locuitorilor sunt ortodocși (91,82%), cu o minoritate de penticostali (1,18%), iar pentru 6,59% nu se cunoaște apartenența confesională.

## Istorie
La sfârșitul secolului al XIX-lea, comuna făcea parte din plasa Marginea a județului Teleorman, fiind alcătuită din cătunele Siliștea-Gumești (Gumești), Râca-Veche și Siliștea-Glavacioc, cu o populație de 323 de locuitori. În comună exista două școli (una de fete, una de băieți) și două biserici. 
În Anuarul Socec din 1925, comuna apare ca fiind una de sine-stătătoare, alcătuită doar din satul Siliștea-Gumești, făcând parte din plasa Tecuci-Kalinderu a aceluiași județ și având o populație de 3043 de locuitori.
În anul 1950, comuna au trecut în administrația raionului Roșiorii de Vede al regiunii Teleorman, raion care, doi ani mai târziu, a fost inclus în regiunea București. În anul 1964, comuna a primit numele de Siliștea.
În anul 1968, comuna a trecut la județul Teleorman, în actuala componență, și a primit numele de Siliștea Nouă pentru a o deosebi de o altă comună cu același nume, având structura actuală. În anul 1996, comuna și-a recăpătat numele de Siliștea Gumești.

## Politică și administrație
Comuna Siliștea Gumești este administrată de un primar și un consiliu local compus din 11 consilieri. Primarul, Anișoara Dicu[*], de la Alianța pentru Unirea Românilor, este în funcție din 1 noiembrie 2024. Începând cu alegerile locale din 2024, consiliul local are următoarea componență pe partide politice:
|  | Partid                          | Consilieri | Componența Consiliului | Componența Consiliului | Componența Consiliului | Componența Consiliului |
|  | ------------------------------- | ---------- | ---------------------- | ---------------------- | ---------------------- | ---------------------- |
|  | Partidul Social Democrat        | 4          |                        |                        |                        |                        |
|  | Partidul Național Liberal       | 3          |                        |                        |                        |                        |
|  | Alianța pentru Unirea Românilor | 3          |                        |                        |                        |                        |
|  | Partidul Mișcarea Populară      | 1          |                        |                        |                        |                        |

## Personalități
- Marin Preda (1922 - 1980) nuvelist, romancier, scriitor, director de editură.